# Каминская, Эстер-Рохл

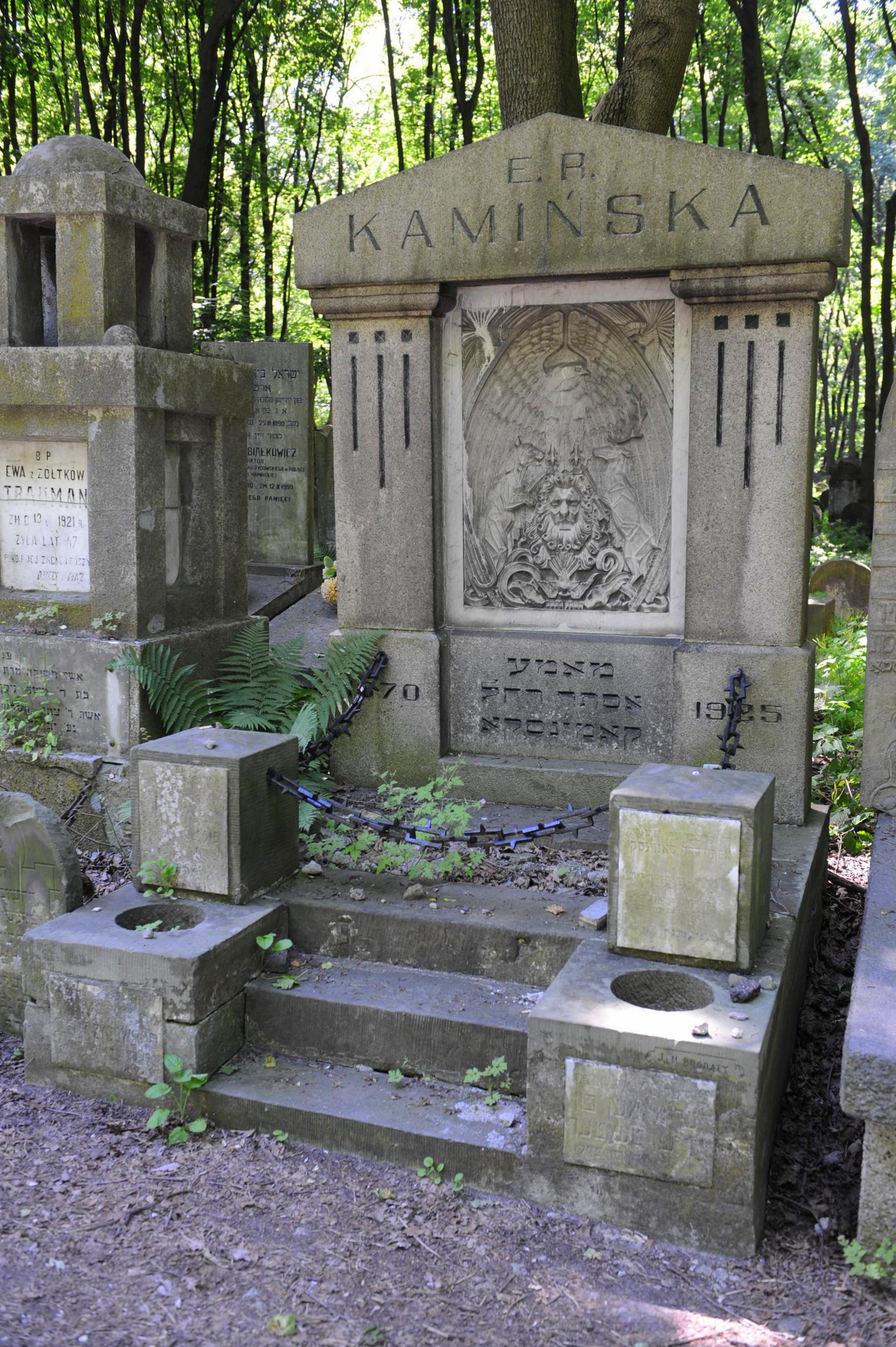
Надгробие на кладбище в Варшаве

Эстер-Рохл Каминская (Каминска) (настоящая фамилия Гальперн, ивр. אסתר רחל קאַמינסקאַ‎, пол. Ester Rachel Kamińska; 10 марта 1870, Порозово, Гродненская губерния — 25 декабря 1925, Варшава, Польша) — еврейская актриса и театральный деятель, её называли «Еврейской Элеонорой Дузе».

## Биография
Родилась 10 марта 1868 года в местечке Порозово Гродненской губернии.
Дочь бедного кантора местной синагоги, она занималась самообразованием и одновременно работала модисткой, продавая богатым женщинам шляпки разных фасонов.
В 1892 году дебютировала в театре «Эльдорадо» в Варшаве, исполняя роли в легкомысленных опереттах-однодневках и слезливых мелодрамах. К 1900 году стала ведущей актрисой труппы, которая стала включать в репертуар пьесы Д. Пинского, И. Переца и Я. Гордина.
В 1903 году гастролировала по России, побывала в Санкт-Петербурге, Киеве и Одессе. В том же году в Варшаве она организовала и возглавила «Литературную труппу» (1907—1910), в репертуаре которой были пьесы русских и иностранных авторов. Затем по 1920 год гастролировала со своей труппой в России и США. С 1920 года до самой своей смерти выступала только в Варшаве. Умерла 27 декабря 1925 года. Похоронена на Еврейском кладбище Варшавы.
В 1893 году вышла замуж за актёра, режиссёра и основателя небольшой театральной труппы Аврума-Ицхока Каминского (1867—1918). У них была дочь Ида. В 1912 году Эстер Каминская и её дочь впервые вместе снялись в кино — когда режиссёр М. Товбин экранизировал «Миреле Эфрос» Якова Гордина, главную роль в фильме исполнила Эстер Каминская, а тринадцатилетняя Ида снялась в эпизодической роли.